# Joseph Wanton Morrison
Joseph Wanton Morrison (New York, 4 maggio 1783 – Arakan, 15 febbraio 1826) è stato un militare britannico. È noto soprattutto per aver comandato le truppe britanniche nella battaglia di Crysler's Farm durante la guerra anglo-americana.

## Inizi della carriera
Morrison nacque a New York (allora sotto occupazione britannica negli ultimi giorni della guerra d'indipendenza americana), figlio di un alto ufficiale del commissariato. Nel 1793 si arruolò nel British Army come sottufficiale, e nel 1799 partecipò come tenente all'invasione anglo-russa dell'Olanda, dove fu gravemente ferito nella battaglia di Alkmaar.
Fu promosso rapidamente attraverso l'acquisto di patenti (pratica che consisteva nel versare del denaro all'esercito per diventare ufficiale di un reggimento di fanteria e di cavalleria) e nel 1808 si trovava in Irlanda al comando, con il grado di maggiore, del 2º Battaglione dell'89º Reggimento di fanteria. Nelle loro ispezioni, gli ufficiali di campo espressero un buon giudizio sia sul battaglione sia sullo stesso Morrison. Nel novembre 1809 si trasferì al 1º Reggimento delle Indie occidentali per ottenere la promozione a tenente colonnello, e prestò servizio a Trinidad. Nel luglio 1811 tornò al 2º Battaglione dell'89º Reggimento come ufficiale comandante. Nel 1812 il battaglione era di stanza a Gibilterra quando scoppiò la guerra anglo-americana. Morrison fu inviato a rinforzare le truppe britanniche in Canada.

## Battaglia di Crysler's Farm
Nell'ottobre 1813, il battaglione di Morrison era di stanza a Kingston nell'Alto Canada quando giunse la notizia che una grande forza americana stava scendendo il fiume San Lorenzo, intenzionata ad attaccare Montréal. Con l'ordine di inseguire ed impegnare l'esercito americano, Morrison fu posto al comando di un "corpo di osservazione" che comprendeva il suo stesso battaglione. La sua forza, composta da 900 uomini e supportata da cannoniere al comando del capitano William Mulcaster, si accampò a Crysler's Farm l'11 novembre 1813. Il maggiore generale James Wilkinson, al comando dell'esercito americano, decise di allontanare le forze di Morrison prima di procedere lungo il fiume. Su un terreno favorevole e utilizzando la classica tattica britannica di combattere in linea e sparando raffiche regolari, le truppe di Morrison, anche se in inferiorità numerica di circa due a uno, respinsero facilmente l'attacco americano e catturarono un cannone da 6 libbre che gli americani avevano abbandonato durante la ritirata.

## Carriera successiva e morte
Nel luglio del 1814 Morrison fu gravemente ferito nella battaglia di Lundy's Lane e non partecipò ad altre azioni della guerra anglo-americana, anche se fu membro della corte marziale che giudicò il maggior generale Henry Procter per negligenza dopo la sconfitta nella battaglia del fiume Thames.
Dopo la guerra si trasferì al non più attivo Royal Sicilian Regiment e rimase a metà stipendio fino al 1821. Divenne poi tenente colonnello del 44º Reggimento di fanteria, che fu inviato a Calcutta. Durante la prima guerra anglo-birmana fu promosso brigadier generale per comandare una brigata in una spedizione nell'Arakan. Anche se la spedizione ebbe successo, Morrison e molti dei suoi uomini si ammalarono di febbre tropicale. Morì in mare il 15 febbraio 1826 durante il viaggio di ritorno in Gran Bretagna.
All'inizio del 1809 aveva sposato Elizabeth Hester Marriott di Worcester. Lui e la moglie non ebbero figli.